# Coaching en décoration
Le coaching en décoration (ou coaching déco) est une prestation proposée par une décoratrice d'intérieurs dont le but est de réaménager et décorer les pièces d'une maison pour gagner en confort et qualité de vie.
Il consiste en un accompagnement personnalisé, dans lequel le coach va identifier les envies et besoins de son client, analyser les contraintes techniques des lieux, pour ensuite établir une proposition détaillée (devis et plan d'actions) en tenant compte du budget du client. Après acceptation du devis, le coach peut aussi assurer le suivi du chantier et le pilotage des artisans qui interviendront dans la transformation des lieux.
Le Home Staging est une variante du coaching en décoration, qui consiste à réaménager un bien immobilier pour en accélérer la vente.